# Drève Aleyde de Brabant
La drève Aleyde de Brabant (en néerlandais : Aleydis van Brabantlaan) est une rue bruxelloise de la commune de Woluwe-Saint-Pierre qui relie la drève du Prieuré avec l'avenue Général Baron Empain.

## Historique et description
Cette voie a été nommée d'après Aleyde de Brabant, épouse du duc Henri III de Brabant. En 1262, elle devait fonder l’Abbaye de Val Duchesse à Auderghem.

## Situation et accès
Le prolongement de cette drève, appelée drève du Prieuré longe le domaine de Val duchesse.